# Осташевський Генріх Романович
Генріх Романович Осташевський (1 червня 1921, Одеса — 3 лютого 2004, Одеса, Україна) — український театральний та кіноактор, народний артист Української РСР.

## З життєпису
Навчався в Одеському театральному училищі (1938—1941).
Після звільнення Одеси від румунської окупації 1944 року став актором Одеського театру юного глядача, де працював 14 років.
З 1958 року працював у Одеському українському музично-драматичному театрі імені Жовтневої революції.
За порятунок єврейського населення під час Другої світової війни був визнаний Праведником світу. Його ім'я — в списках на Стіні пошани в Саду праведників народу світу меморіального комплексу Яд ва-Шем (Єрусалим, Ізраїль) і на Алеї Праведників світу в Прохорівському сквері в Одесі.

## Фільмографія
- «Моя дочка» (1957),
- «Повість про перше кохання» (1957),
- «Блакитна стріла» (1958, Сергєєв),
- «Гроза над полями» (1958, Яків),
- «Якби каміння говорило...» (1958, Іван),
- «Повернення» (1960, Стефан Субота),
- «Кров людська — не водиця» (1960),
- «Дмитро Горицвіт» (1961, Нечуйвітер),
- «Ключі від неба» (1964, Андрєєв),
- «Люди не все знають» (1964),
- «їх знали тільки в обличчя» (1966, Ярощук),
- «Формула райдуги» (1966),
- «Експеримент доктора Абста» (1968),
- «Між високих хлібів» (1970)
- «Вогняні дороги» (1977—1984)

та інші.

## Вшанування пам'яті
У місті Одеса меморіальну дошку на честь Праведника народів світу Генріха Осташевського.

## Нагороди
- Орден «Знак Пошани».
- «Народний артист Української РСР» (1976).